# Henschel Hs 293
Die Henschel Hs 293 war eine funkferngesteuerte deutsche Gleitbombe im Zweiten Weltkrieg, die vor allem für den Einsatz gegen Schiffe vorgesehen war. Die Waffe wurde nach Sicht manuell in das Ziel geführt (heute als MCLOS bezeichnet) und war einer der ersten Vorgänger heutiger Seezielflugkörper. Die Hs 293 wurde in Schönefeld bei Berlin von den Henschel Flugzeug-Werken entwickelt und gebaut.

## Technischer Aufbau

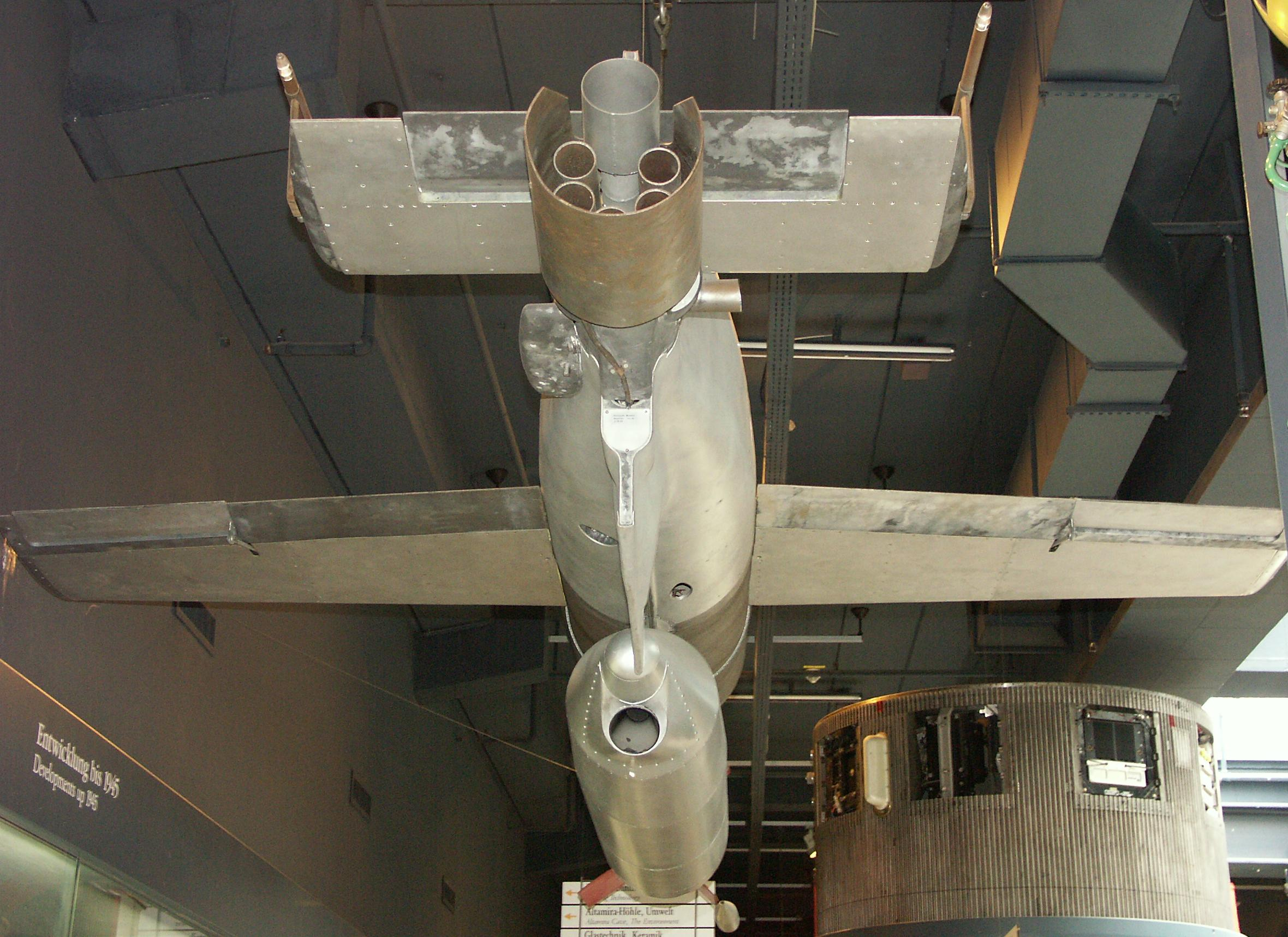
Die Hs 293 (Abgasrohre)

Der Auftrag für die Entwicklung des Flugkörpers wurde im Frühjahr 1940 Herbert Wagner erteilt.
Die Hs 293 wurde aus der Sprengbombe SC 500 (Sprengbombe, cylindrisch, 500 kg) abgeleitet. Sie besaß Tragflächen und ein Leitwerk, was sie zu einer Gleitbombe machte. Nach dem „Zieldeckungsverfahren“, bei dem Flugkörper und Ziel stets in Deckung gehalten werden müssen, wurde die Bombe ins Ziel gelenkt. Um die Erkennung für den Bombenschützen zu erleichtern, war am Heck des Flugkörpers für den Einsatz bei Tag ein rauchloser Leuchtsatz und für Nachteinsätze ein kleiner Scheinwerfer vorhanden. Im Gegensatz zur freifallenden Lenkbombe Fritz X musste nach dem Abwurf das Ziel nicht weiter überflogen werden, um einen präzisen Treffer zu erreichen. Während der Erprobungen in der Versuchsstelle der Luftwaffe Peenemünde-West zeigte sich, dass insbesondere bei geringen Flughöhen die zur Verfügung stehende Steuerzeit sehr gering war.
Die Gleitbombe wurde vom Trägerflugzeug aus über eine Funkfernsteuerung mit 18 Kanälen im Frequenzbereich um 50 MHz ins Ziel gesteuert. Die Fernsteueranlage bestand aus einem Sender (FuG 203) mit dem Decknamen „Kehl“ im Flugzeug und dem „Straßburg“-Empfänger (FuG 230) in der Gleitbombe. Eine elektrische Drahtlenkung mit Tonfrequenzsteuerung über einen nachgeschleppten doppelten Saitendraht von max. 30 km Länge (2 × 18 km in der Bombe, 2 × 12 km im Flugzeug) war in Entwicklung, kam jedoch nicht zum Einsatz. Damit wäre die Hs 293 gegen Funkstörungen unempfindlich gewesen. Auch wurde eine „FB“(Fernsehbild)-Steuerung mit einer Auflösung von 224 Zeilen entwickelt, mit der das Bild einer Kamera („Tonne“; ca. 17 cm × 17 cm × 40 cm groß) in der Gleitbombe per Funk zum „Seedorf“-Fernsehempfänger im Flugzeug übertragen wurde, um so eine Zielführung zu ermöglichen. Diese Version Hs 293 D mit „Tonne“/„Seedorf“-Anlage gelangte nicht mehr zur Serienreife.
Für den Antrieb gab es Versuche sowohl mit einem Schmidding-Flüssigtreibstoff-Raketentriebwerk als auch mit einem Feststofftriebwerk 109-515 von Rheinmetall-Borsig. Man entschied sich dann jedoch für ein von Walter entwickeltes Flüssigkeitsraketentriebwerk Walter HWK 109-507, das nach dem „kalten Walterverfahren“ arbeitete. Dieses diente nicht dem eigentlichen Antrieb, sondern sollte die Gleitbombe lediglich in der Abwurfphase beschleunigen, um sie vor das Trägerflugzeug und damit ins Blickfeld des Bombenschützen zu bringen. Es wurde nach dem Abwurf automatisch gezündet. Um die Geschwindigkeit im Bahnneigungsflug ab ca. Mach 0,75 zu begrenzen, waren an den Tragflächenenden Widerstandskörper angebracht.

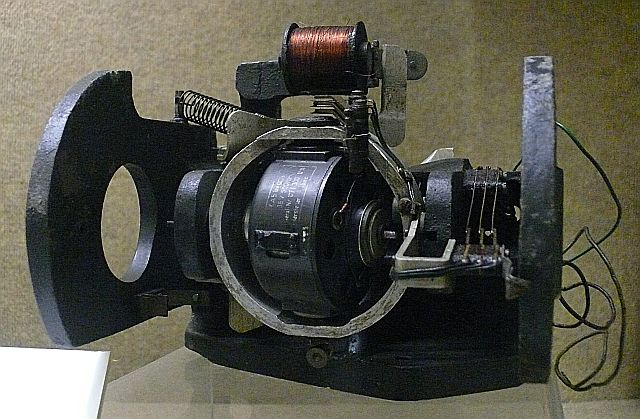
Kreisel der Hs 293

Die Gleitbombe wurde in einem Polarkoordinatensystem von einer Proportionalsteuerung gesteuert, die Quer- und Höhenruder betätigte. Ein Seitenruder gab es nicht. Von einer Staudrucksonde (Pitotrohr) wurde die Geschwindigkeit erfasst und der Ausschlag des Höhenruders mit beeinflusst, um eine konstante Trimmung zu erhalten. Zur Minimierung des Rollens wirkte ein Kreiselgerät zusätzlich auf die Querruder ein und stabilisierte so die Bombe.
Der Gefechtskopf der Hs 293 bestand aus 300 kg gegossenem Amatol 60/40. Als Zündhilfe war ein mit TNT-Pellets gefüllter Stab eingearbeitet, der vom Hauptzünder nach vorn lief.
Bei der Bahnvermessung fielen aus etwa 100 Messuhren Daten an. Deren manuelle Verarbeitung war mit den damals eingesetzten Tischrechenmaschinen für das Personal in der geforderten Entwicklungszeit auch bei einem Zweischichtbetrieb nicht praktikabel. Daher wurde zur Ermittlung der Korrekturwerte für Quer- und Höhenruder eine zu diesem Zweck 1942 von Konrad Zuse entwickelte Rechenmaschine, das Spezialmodell S1 verwendet. Zuse konstruierte mit der S2 noch ein Nachfolgemodell, welches zur weiteren Beschleunigung des Fertigungsprozesses Analog-Digital-Umsetzer verwendete, dieses wurde jedoch nicht mehr produktiv eingesetzt.

## Varianten
- Hs 293 V1 – Ursprünglicher Prototyp ohne Triebwerk.
- Hs 293 V2 – Diese Version wurde zunächst ebenfalls ohne Triebwerk geliefert, dann jedoch mit einem Triebwerk 109-515 (Rheinmetall-Borsig) oder 109-507 (Walter) für die Erprobung ausgerüstet. Insgesamt wurden etwa 100 Stück gefertigt.
- Hs 293 V3 – Verwendung des Funkempfängers E230, ebenfalls etwa 100 Stück gefertigt.
- Hs 293 A-0; A-1 – waren Einsatzversionen, von denen etwa 1250 gefertigt wurden. Ab der Variante A-1 entfielen die Widerstandskörper.
- Hs 293 A-2 – Die Querruder wurden durch eine Störklappe an einer Tragfläche ersetzt und dadurch die Steuerung vereinfacht.
- Hs 293 V4 – Aus der A-0 umgebaut, mit vereinfachter Steuerung. Die Weiterentwicklung dieser Linie wurde Ende 1943 eingestellt, die Steuerung kam jedoch in der Henschel Hs 298 und Henschel Hs 117 zum Einsatz.
- Hs 293 V5 – Entspricht der Variante A-1, besaß aber eine kleinere Spannweite und war für den Einsatz an Turboluftstrahlflugzeugen vorgesehen.
- Hs 293 V6 – Verfügte über zwei hintereinander zündende Walter-Triebwerke
- Hs 293 B – Etwa 200 Stück der A-1, die mit einer Drahtlenkung (FuG 207/FuG 237) versehen wurden.
- Hs 293 C-V1 – Steuerung mit Störklappen.
- Hs 293 C-1 – Variationen in der Zellengröße.
- Hs 293 C-V2 – Geänderte Funklenkung FuG 203c/230a
- Hs 293 C-2; C-3 – Funk- oder Drahtlenkung
- Hs 293 C-4 – Konisches Heck, Antrieb 109-507B. Es wurden etwa 60 Stück gefertigt; sie dienten als Grundlage für den Henschel Hs 294.
- Hs 293 D – Fernlenkung mit Hilfe einer eingebauten Fernsehkamera („Tonne“) und eines Bildempfängers („Seedorf“). Etwa 260 Stück hergestellt.
- Hs 293 E – Steuerung mit Störklappen, 18 Stück gefertigt
- Hs 293 F – Deltatragwerk, nur Windkanalversuch und 1943 eingestellt.
- Hs 293 H – Luft-Luft-Flugkörper mit 600-kg-Sprengkörper. Vorgesehen waren zwei Schmidding-Feststofftriebwerke 109-513. Version V3 und V4 mit einem Annäherungszünder
- Hs 293 J – Wie H, mit 800-kg-Sprengkopf

## Einsätze
Der erste Einsatz der Hs 293 erfolgte am 25. August 1943, hierbei wurde die britische Sloop Bideford beschädigt. Zwei Tage später wurde mit einer Hs 293 die britische Sloop Egret versenkt. In der Folge entwickelte sich die Hs 293 zum erfolgreichsten deutschen Lenkflugkörper des Krieges. Mit über 30 beschädigten oder versenkten Kriegsschiffen war sie bis zur Einführung der französischen Exocet mehr als 30 Jahre später der weltweit erfolgreichste Seezielflugkörper. Auf ihr Konto gehen neben der Egret mehrere Zerstörer sowie zahlreiche Handelsschiffe. Am 26. November 1943 versenkte eine Heinkel He 177 mit einer Hs 293 den britischen Truppentransporter Rohna vor der algerischen Küste. Von den insgesamt 2195 Menschen an Bord kamen 1138 (nach anderen Quellen 1170) ums Leben, darunter 1015 US-amerikanische Soldaten. Es war der größte Menschenverlust der Amerikaner im Zweiten Weltkrieg auf See. Für den Einsatz gegen stark gepanzerte Ziele, wie z. B. Schlachtschiffe, reichte die Durchschlagskraft der Hs 293 jedoch nicht aus.
Weitere Schiffe, die durch eine Hs 293 beschädigt oder versenkt wurden:
- Landguard (leicht beschädigt zusammen mit HMS Bideford in der Biskaya am 25. August 1943)[2]
- Athabaskan (Tribal-Zerstörer; schwer beschädigt neben der Egret in der Biskaya am 27. August 1943)[3]
- Bushrod Washington (am 14. September 1943 während der Operation Avalanche (Zweiter Weltkrieg) versenkt)[4]
- James W. Marshall (am 15. September 1943 während der Operation Avalanche beschädigt, wurde als Mulberry-Hafen eingesetzt – möglicherweise aber durch „Fritz X“)[4]
- LST-79 (versenkt)
- Samite (beschädigt)
- Hiram S. Maxim (beschädigt)
- Selvik (beschädigt)
- Tillman (leicht beschädigt, möglicherweise von Hs 293 oder Torpedo bei der Eskorte von Geleitzug KMF-25A[4][5])
- Rockwood (leicht beschädigt, später ausgemustert)
- Dulverton (beschädigt und versenkt)
- Marsa (versenkt)
- Delius (beschädigt)
- Jervis (beschädigt vor Anzio während der Operation Shingle am 23. Januar 1944)[4][6]
- Janus (versenkt vor Anzio während der Operation Shingle am 23. Januar 1944[6] – entweder von Hs 293, Fritz X oder einem Torpedo)
- Prevail (beschädigt – möglicherweise von Hs 293)
- Mayo (beschädigt – möglicherweise von Hs 293 oder einer Mine)
- John Banvard (beschädigt)
- Samuel Huntington (versenkt vor Anzio während der Operation Shingle 29. Januar 1944)[4]
- Spartan (versenkt vor Anzio während der Operation Shingle am 29. Januar 1944)[4]
- Herbert C. Jones (beschädigt vor Anzio während der Operation Shingle 15. Februar 1944)[4]
- Elihu Yale (versenkt vor Anzio während der Operation Shingle 16. Februar 1944 – längsseits liegendes Landungsboot LCT 35 wurde ebenfalls versenkt)[4]
- Inglefield (versenkt)
- Lawford (8. Juni 1944 versenkt – möglicherweise von Hs 293, im Kriegsbericht steht nur „Lufttorpedo“, laut Rohwer „vermutlich durch Do 217 der III./KG 100 mit Hs 293“[7])
- Meredith (versenkt – möglicherweise von Hs 293)
- Matane (beschädigt)
- LST-282 (versenkt)

Im späteren Verlauf des Krieges wurde die Hs 293 vereinzelt auch an der Ostfront und in der Normandie gegen Landziele, vor allem Brücken, eingesetzt.
Als Trägerflugzeuge wurden vor allem Bomber vom Typ Heinkel He 111, He 177, Dornier Do 217, Focke-Wulf Fw 200 und Junkers Ju 290 verwendet. Im Laufe des Krieges wurden mindestens 1200 Stück gebaut.
Die Treffgenauigkeit ist vor dem Hintergrund der damaligen Funktechnologie als hoch zu bezeichnen, so wurde bei Tests ein Kreis von 25 m Durchmesser bei zwölf Anflügen zwölf Mal getroffen. Nicht zuletzt wegen Produktionsfehlern lag die Trefferwahrscheinlichkeit im Einsatz niedriger, trotzdem erreichten die Fw 200 und He 177 der II. und III. Gruppe des Kampfgeschwaders 40 (KG 40) eine Trefferquote von 31 % bei 28 % Versagern. Bei der II./KG 100 erzielten die eingesetzten Do 217 bei 25 % Versagern eine Trefferrate von 55 %.

## Technische Daten
| Kenngröße             | Daten                         |
| --------------------- | ----------------------------- |
| Truppeneinsatz        | 1943–1945                     |
| Hersteller            | Henschel Flugzeug-Werke       |
| Konstrukteur          | Herbert Wagner                |
| Spannweite            | 3,10 m                        |
| Länge                 | 3,82 m                        |
| Gesamtmasse           | 975 kg                        |
| Masse Gefechtskopf    | 660 kg, davon 300 kg Amatol   |
| Höchstgeschwindigkeit | 950 km/h                      |
| Abwurfhöhe            | 400–2000 m                    |
| Reichweite            | 3,5–18 km                     |
| Triebwerk             | ein Walter HWK 109-507        |
| Schub                 | 590–600 kp (Brenndauer: 10 s) |

## Museale Rezeption

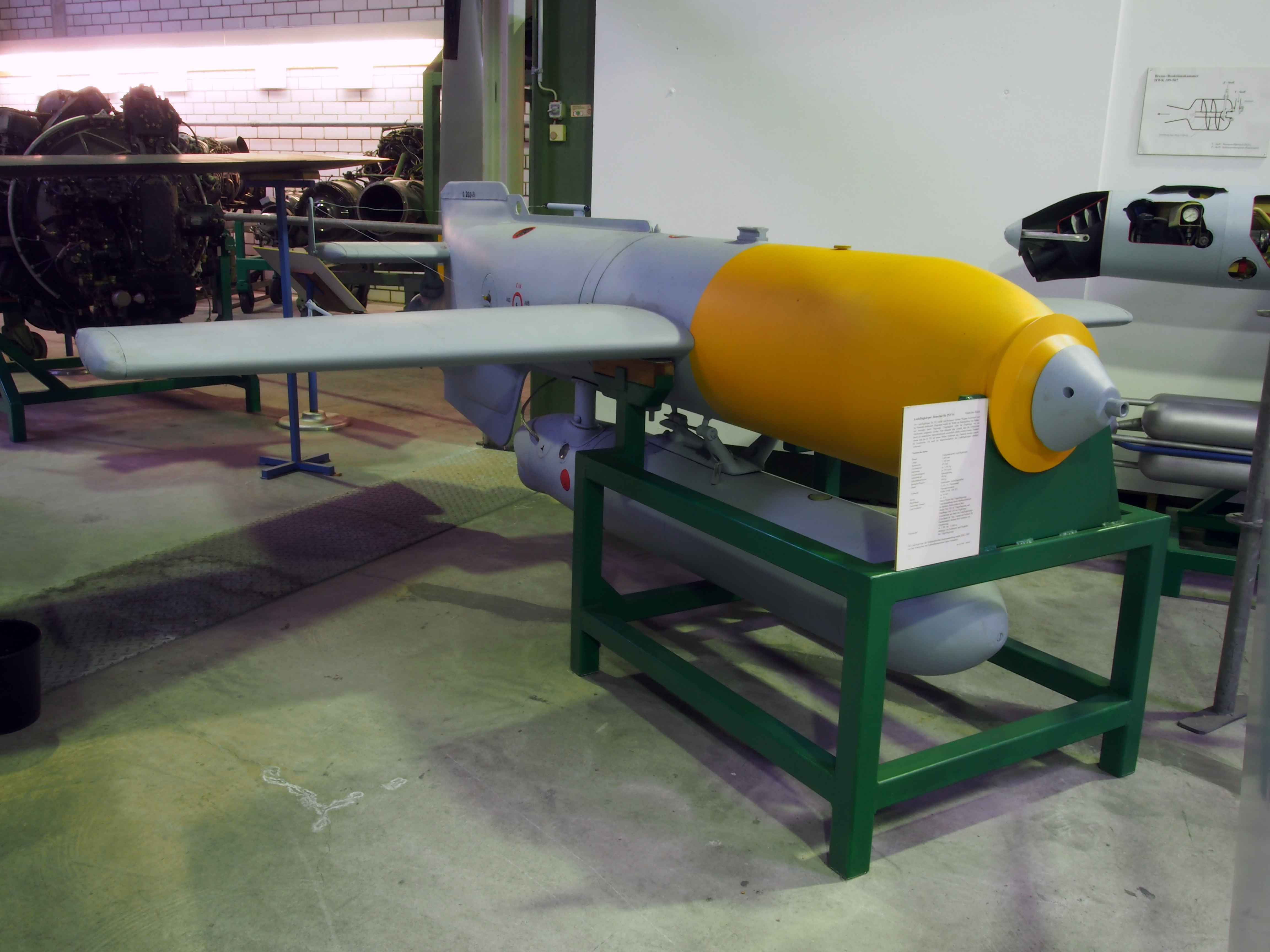
Henschel Hs 293 im Sammlungsbestand der Wehrtechnischen Studiensammlung Koblenz

Eine Henschel Hs 293 ist im Bestand der Wehrtechnischen Studiensammlung Koblenz erhalten.